# 日本捕鲸业

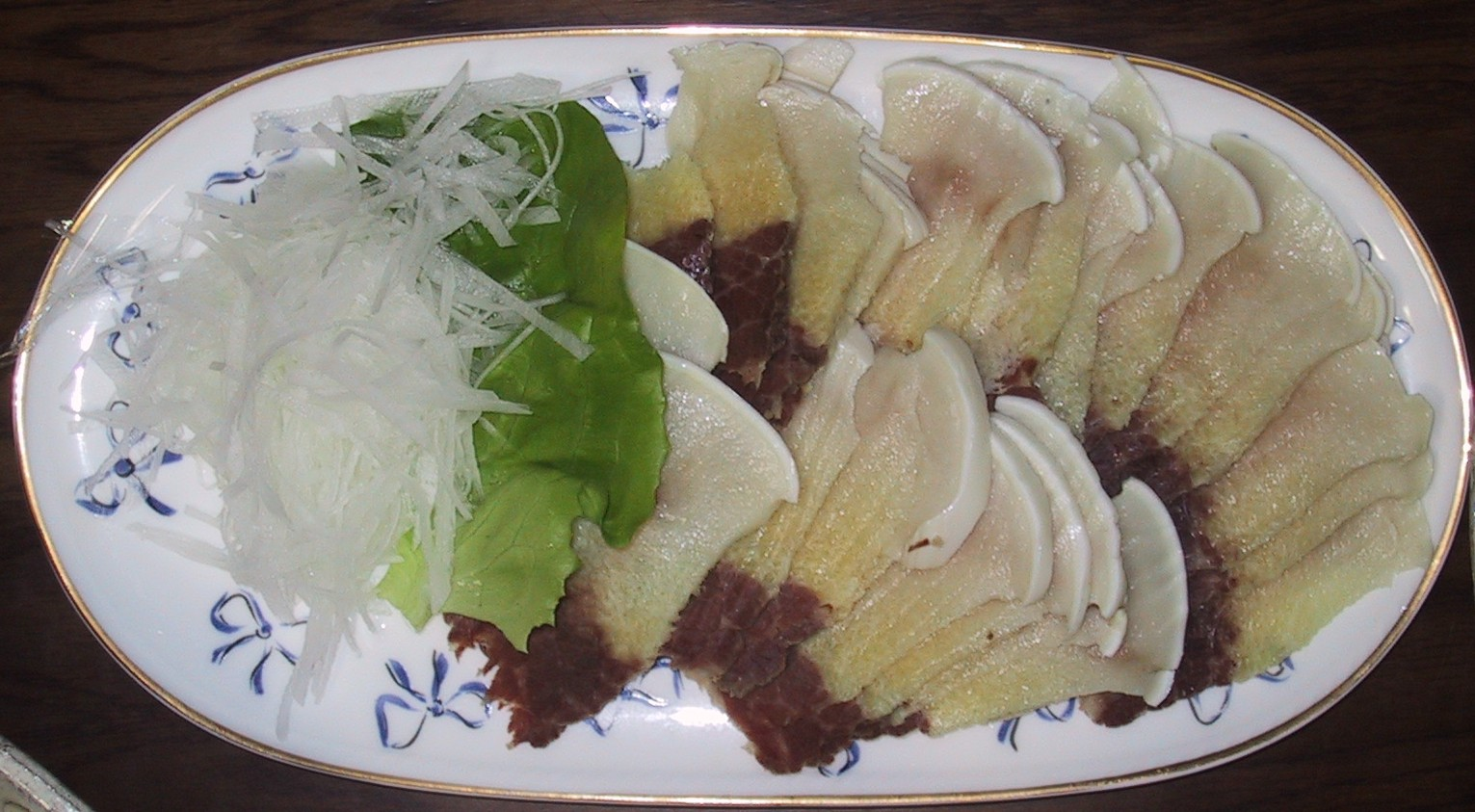
日本的一份鯨肉刺身

日本捕鲸始於繩文時代（前131世紀—前4世紀）。在国际捕鲸委员会禁止商业捕鲸后，20世纪日本庞大的商业捕鲸活动宣告结束。1986年，国际捕鲸委员会允許日本以「科學研究」的目的，在南極洲和北太平洋捕鯨，但並未同意其作為商業用途，如販賣食用等。日本的捕鲸活动受到国际捕鲸委员会以及日本鲸类研究所的限制。现在，捕鲸活动在支持和反对捕鲸的政府和组织之间是一个争论话题。反对捕鲸的国家、科学家和环保组织认为，日本捕鲸的科学项目没有必要，或者，是一个商业捕鲸的伪装，國際法庭在2014年的裁定也認定日本以科學研究掩蓋商業捕鯨事實的說法。日本外務省方面聲稱，每年定量的捕鲸对于科学研究和鲸群数量的保持都有必要。日本政府因看不到只重視保護鯨魚資源的國家有讓步可能，且發現看到對鯨魚資源的持續利用與保護的立場不可能共存，在2018年12月26日宣布退出國際捕鯨委員會，並從2019年7月起重啟商業捕鯨。

## 日本商业捕鲸的历史演变

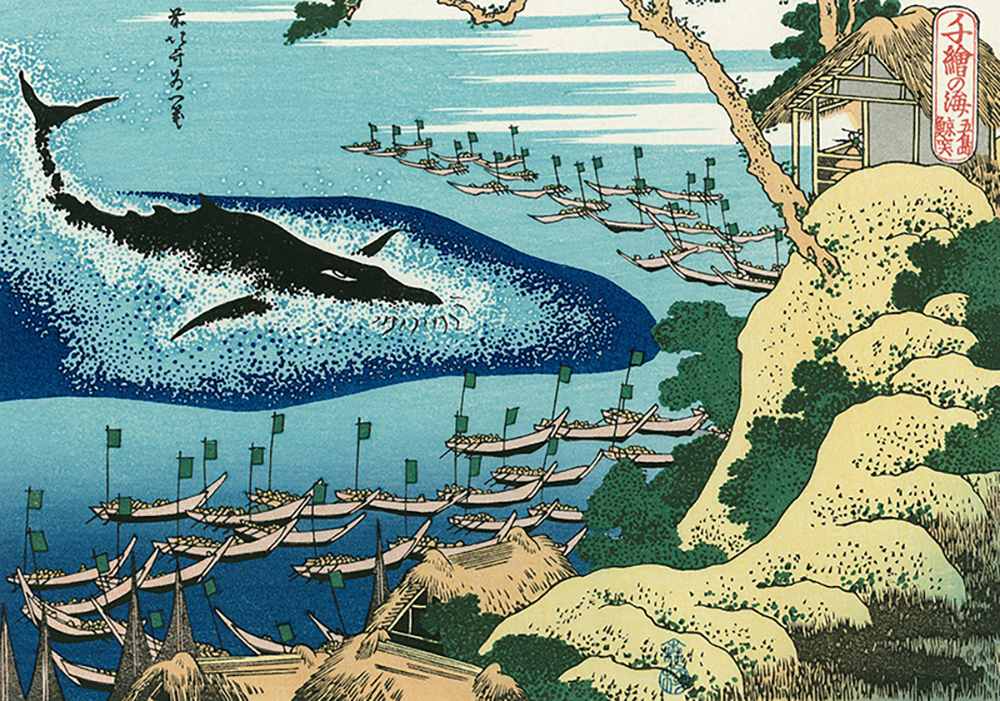
「千絵の海 五島鯨突」，葛飾北齋，1830年。

日本商业捕鲸始於江戶時代，是目前世界上最大的捕鲸、食鲸国。东京東部千叶县铫子市和田町毗邻太平洋，面积32.45平方公里，人口约5800，是日本历史最悠久的捕鲸渔村及日本四大捕鲸基地之一，当地人捕鲸和屠宰鲸的手艺娴熟，鲸肉是当地人主食之一。
南槌鲸每年6月会到和田町的房总半岛附近海域觅食，当地渔民们的捕鲸忙季一直到9月为止。 现在捕鲸鱼要有配额，和田町的渔民一年只有26头南槌鲸的配额，价格较以前提高。

## 日本的捕鲸产业
据日本鲸类研究所的统计数据，2000年日本生产鲸肉2849吨、鲸皮类1051吨。鲸鱼尾部的瘦肉6000日元（约合53美元）/千克，普通瘦肉2610日元（约合20美元）/千克，上等皮3300日元（约合29美元）/千克。日本捕鲸产业年批发总额3200多万美元。日本的市场和餐馆，每年销售出2000多吨鲸肉。国际爱护动物基金会报告说，日本市场销售多种濒危鲸种，包括座头鲸、长须鲸、灰鲸等。第二次世界大戰結束後，日本國內糧食缺乏，鯨魚肉曾經是重要的糧食補給，作為營養午餐的蛋白質來源之一，老一輩的日本人因此對於鯨肉存有眷戀。鯨肉在現今的日本已不若往常受歡迎，但部分市場仍可買到生肉、熟食或鯨魚罐頭。

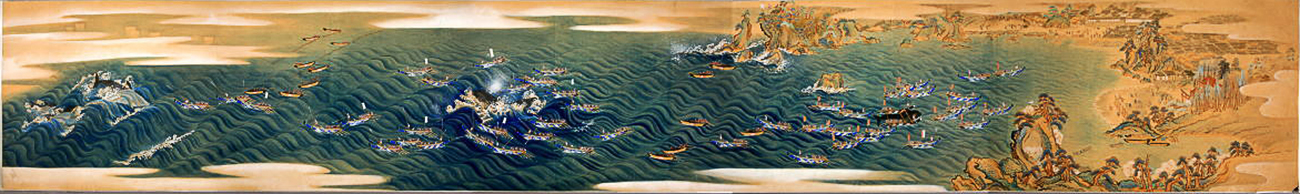
古式捕鯨蒔絵，江戶時代，紀州太地

## 捕鲸的爭議
紐西蘭奧克蘭大學的鯨類調查報告說，儘管座頭鯨的數量稍有恢復，但仍不足以支持商業捕鯨活動。鯨類專家貝克教授認為，例如斐濟群島附近的座頭鯨已經絕跡，新喀里多尼亞附近的座頭鯨現在只有大約400頭，小鬚鯨的數量降低到了原來的1/3。
國際愛護動物基金會代表米克說，儘管國際上很多國家譴責日本的商業捕鯨，但試圖阻止日本捕鯨的努力失敗了。世界自然基金會的報告嚴肅批評日本所謂的「科學捕鯨」活動。該基金會全球生物項目負責人蘇珊說：「日本的捕鯨項目是商業性和政治性的，不是真正的科學研究。」綠色和平組織的調查顯示，92%以上的日本民眾根本不知道他們的政府每年都要捕殺900頭以上的鯨，69%的民眾不支持在遠海捕鯨。該組織始終反對日本與冰島等國打著科學調查的口號進行商業性捕鯨，多次與捕鯨船展開正面交鋒，很多人认为依靠當今科技，人們可以憑藉聲納跟蹤或DNA提取進行研究，根本無須提取鯨的性命。
有些观点声称美国之所以推动保护鲸鱼，是在上世纪70年代日本经济高速增长时煽动反日情绪，打压日本的手段，也有认为美国批评和阻止日本自由捕杀大海裡的鲸鱼，是为了让日本在粮食安全上对美国形成依赖，并大量进口美国产的牛肉。

## 國際法庭的裁決
日本在南太平洋的捕鯨活動，引起澳洲和紐西蘭等南太平洋國家的抗議和反對，並多次與保護鯨魚的組織在海上爆發衝突。2010年5月，澳大利亚政府向国际法院提起訴訟，指日本以科學研究為名捕殺鯨魚，只是掩飾捕鯨的商業目的。
2014年3月31日，位於荷蘭海牙的国际法院裁定，日本未能就其所聲稱的科學研究項目，證明須要在南極獵殺大量鯨魚，所以判決日本敗訴。國際法庭下令日本對其科學研究計劃作出改革前，應停止發放捕鯨許可。國際法庭的這項裁決是終審裁決，具有法律約束力，各方皆不得上訴，而日本表示會尊重國際法庭的裁決。
2015年11月27日，水產廳發表聲明恢復科研捕鯨，稱本次科研捕鯨計劃只捕撈333條小鬚鯨，相較過往捕撈1000條，減少三分之二。澳洲總理麦肯·腾博對日本表明反對捕鯨活動，並將繼續向國際法庭提出控訴。

## 伸延閱讀
- Christopher Aldous. “The Anatomy of Allied Occupation: Contesting the Resumption of Japanese Antarctic Whaling, 1945-52.” The Journal of American East Asian Relations 26:4 (2019): 338–367.
- Arch, Jakobina K. . Seattle: University of Washington Press. 2018. ISBN 978-0-295-74329-5.

## 外部連結
官方机构
- whaling Section, The Fisheries Agency of Japan （页面存档备份，存于）
- The Institute of Cetacean Research
- The International Whaling Commission

非政府组织
- Japan whaling Association （页面存档备份，存于）
- Greenpeace Japan
- Sea Shepherd Conservation Society
- Whales, dolphins, and porpoises at WWF International （页面存档备份，存于）

新闻报道
- whaling's Gruesome Catch – image slideshow by Life magazine